# Lanceoppia kovacsi
Lanceoppia kovacsi är en kvalsterart som först beskrevs av Balogh och Csiszár 1963.  Lanceoppia kovacsi ingår i släktet Lanceoppia och familjen Oppiidae. Inga underarter finns listade i Catalogue of Life.